# 雷鳥 (お笑いコンビ)
雷鳥（らいちょう）は、ワタナベエンターテインメントに所属する実の姉弟からなる日本のお笑いコンビ。富山県新湊市（現・射水市）出身。

## 略歴・概説
- NHKのど自慢（新湊市大会）へ出場し、トップバッターでプッチモニ「BABY! 恋にKNOCK OUT!」を歌唱して特別賞を受賞[2]。
- 富山県で「藤沢姉弟」名義で姉弟リポーターとして活躍していた[2]が、プロの芸人を目指し2009年上京。ワタナベコメディスクールへ11期生として入学、2010年9月より卒業してワタナベエンターテインメント所属となる。同スクール在学中に現在のコンビを結成した。
- コンビ名の由来はスクール恩師である岩崎夏海の助言によるもので、最終決定は同期の占い師。
- スクールでのお笑いの指導は岩崎夏海・桑原貞雄・ヤマザキモータース・伊勢浩二・安井順平・杉崎真宏から受け、ダンスはまちゃあき（現エグスプロージョン）から指導された。
- ワタナベコメディスクールへ入学した前期の半年間はスクールライブにも出られず、出られてもショートネタのコーナーで笑いも獲れず辛酸を舐める日々が続いた。しかし後期に入り、お姉ちゃんがネタの途中で水着になるというパッケージで大躍進。ライブを重ねる毎に順位を上げ、スクール最後の卒業ライブでは僅か1票差で準優勝。ゆういちは「卒業ライブで優勝してシンデレラストーリーになるまでを計算していたのに」と中目黒駅横のそば屋で悔し泣きした。
- スポーツ祭東京（第68回国民体育大会）で『2013ふるさと47応援団・富山県応援団長』を務めた[3]。
- 定番の振りに、あいさつの時の雷鳥が飛ぶ時のようなポーズがある。ネタによっては段ボール製の獅子舞が登場するものもある[4]。なお、雷鳥のポーズは事務所の先輩・ゴルゴ松本（TIM）が考案した[5]。
- 2015年3月14日の北陸新幹線の富山駅～金沢駅間開業を機に、コンビの活動拠点を地元・富山に置きつつ富山と東京の両方で往復しながら活動を続けていく旨を発表[6]。
- 富山県の「とやまのライチョウサポート隊」として立山山麓のライチョウの保護活動に携わっている。コンビ名に由来するライチョウへの感謝の気持ちを込め、活動している。

## メンバー
お姉ちゃん（本名：藤沢 さなえ〈ふじさわ さなえ〉1977年6月9日 -（47歳））
立ち位置は向かって左。
- 身長162cm、血液型A型。富山県立新湊高等学校、富山大学経済学部卒業。
- 現在はふっくらした体型だが高校時代は新体操部に所属していて華奢な体つきだった。新体操では全国中学校新体操選手権大会で6位、全国高等学校総合体育大会（インターハイ）で4位の好成績を収めたことがある。新体操のジュニア教室での指導経験もあり、新体操の競技審判の資格を持ち大会の審判をしている。

- 富山県内で新体操の普及に力を入れている。また2017年には22年ぶりに現役復帰し、日本国内最高齢の新体操現役選手として活動。2017年7月の富山県民体育大会にて優勝を果たした。

- 新体操の他に水泳もしていた。
- 好きな映画は恋愛映画、クエンティン・タランティーノ作品、コーエン兄弟作品。
- その他趣味は競馬観戦、恋愛漫画（君に届け、高校デビュー など）、格安弾丸旅行、将棋、チェス、登山（北アルプス（飛騨山脈）の立山連峰を徒歩で縦走したことがある）、華道。
- 特技はピアノ、トロンボーン、Mr.ビーンとベッキーの物真似。洋裁（自分のステージ衣装を作る）。
- 作文では様々な大会で受賞経験がある。
- 高等学校教員（社会科）・保育士の資格免許を所持しており、保育士として働いていた経験がある。その他持っている資格は実用英語技能検定2級、書道2段、お魚検定3級、日本お魚検定3級。

ゆういち（本名：藤沢 裕一〈ふじさわ ゆういち〉1979年8月29日 -（45歳））
フリ・ネタ作り担当、立ち位置は向かって右。
- 身長172cm、血液型A型。富山県立富山工業高等学校卒業。
- 中学時代は野球部所属。
- 音楽で好きなのはフォークソング。その他趣味は映画観賞、競馬、漫画（ドカベンなどの水島新司作品など）、小説。
- 日本映画で好きなのは、黒澤明監督作品。
- 特技は横笛、太鼓、獅子舞、立川志の輔の物真似、安室奈美恵、SPEED、家紋、仏像、からくり人形、絵馬について語ること。
- 好物は麻婆豆腐。
- 20年来の友人・同年齢女性との婚姻届を2020年11月1日（日）に富山県射水市役所に提出して受理される。

## 出演番組

### テレビ
- いみずまるごと応援テレビ いま☆テレ（射水ケーブルネットワーク）コメンテーターとしてレギュラー出演

など

### ラジオ
- 志の輔&雷鳥のなんでか?ニッポン（北日本放送、北海道放送、青森放送、秋田放送、IBC岩手放送、山形放送、東北放送、栃木放送、ラジオ日本、新潟放送、山梨放送、静岡放送、北陸放送、福井放送、京都放送、山口放送、高知放送、九州朝日放送、長崎放送）- 2018年4月8日～

## 過去の出演番組

### テレビ
- 青春!イモトの門（BSフジ）- レギュラー
- 新世紀ネタキング決定戦（TOKYO MX、2011年3月3日）
- 新進気鋭（日本テレビ）- 2012年5月19日、2012年9月29日
- ノンストップ!（フジテレビ）- 2012年「はじめてエージェント」コーナー
- TV・局中法度!（テレビ神奈川・千葉テレビ放送・テレビ埼玉・サンテレビジョン）- 2013年2月9日
- NexT（日本テレビ）- 2013年4月6日、次世代の天然芸人の原石を探せ!
- 学生才能発掘バラエティ 学生HEROES!（テレビ朝日）- 2014年8月14日、ワタナベ若手芸人VS学生芸人
- コサキン・天海の超発掘!ものまねバラエティー マネもの（フジテレビ）- 2014年9月27日、お姉ちゃんのみ、ベッキーのまねで出演
- あらびき団「あら-1グランプリ2014」（TBSテレビ）
- ミタイノコレクション 北陸新幹線開業日スペシャル（チューリップテレビ）- 2015年3月14日
- 雷鳥のきときとバスで遊びに行くちゃアー＼(^o^)／（射水ケーブルネットワーク）- 2015年4月〜
- 母の日 ありがとうの思いを込めて（富山テレビ放送）- 2015年5月2日
- 水の王国 TOYAMAへ行こう!（富山テレビ放送、長野放送）- 2015年7月4日
- とことん!とやまdeライフ特別編〜コストコ刑事捜査ファイル（ケーブルテレビ富山）
- 〜公開ネタ見せ番組〜 輝け!ギャラ3000円芸人!（BSスカパー!）
- 恋仲（フジテレビ）- 第1話は弟（ゆういち）のみ、最終話は2人で夫婦役として出演
- ウチのガヤがすみません!（日本テレビ）- 2017年8月8日初出演（この回はお姉ちゃんのみ）、8月23日
- ガリゲル（読売テレビ）- 2017年9月2日
- 富山いかがdeSHOW（富山テレビ）
- 水曜日のダウンタウン（TBSテレビ）- 2021年3月24日

など

### ラジオ
- コンビニラジオ相本商店いらっしゃいませ〜（北日本放送）
- 高原兄の5時間耐久ラジオ 長て長てこたえられんが（北日本放送）
- 真夏の投稿!サウンドシアター（NHKラジオ） - 2013年8月18日、優勝

など

### ウェブ番組
- あら-1グランプリ2014（YNN）

### 映画
- 人生の約束（2016年1月9日、東宝）- 弟（ゆういち）が出演、お姉ちゃんは方言指導として携わる[16]

## 連載
- エッセイ「恋の処方箋」（2010年～2015年北日本新聞朝刊連載）
- エッセイ『Yuru×Yawa』（2015年から北日本新聞朝刊連載）